# Rüdigsdorfer Schweiz
Die Rüdigsdorfer Schweiz, auch Hohnsteiner Schweiz genannt, ist eine bis 350 m ü. NHN hohe Hügellandschaft bei Rüdigsdorf im Landkreis Nordhausen in Thüringen (Deutschland).
Die Landschaft, das letzte intakte Gipskarstgebiet des Bundeslands, wurde von der EU zum zu schützenden Naturerbe erklärt und gehört zu den kleinsten Schweizen in Deutschland – vielerorts gibt es Erdfälle. Ihr Großteil ist Naturschutzgebiet.

## Geographie

### Lage
Die Rüdigsdorfer Schweiz liegt in den äußersten Südausläufern des Mittelgebirges Harz zwischen der Stadt Nordhausen im Südwesten, deren Stadtteil Krimderode im Westen, Niedersachswerfen (Gemeinde Harztor) im Nordwesten, Harzungen und Neustadt (auch Gemeinde Harztor) im Norden und den Nordhäuser Ortsteilen Buchholz im Osten sowie Steigerthal im Südosten. Die zentralen Dörfer der sanft nach Westen und Südwesten geneigten Landschaft sind die Nordhäuser Stadtteile Rüdigsdorf und Petersdorf.
Die Region gehört naturräumlich zum Südharzer Zechsteingürtel.

### Erhebungen
Zu den Bergen und Erhebungen der Rüdigsdorfer Schweiz gehören:
- Buchholzer Berg (350,0 m), westlich von Buchholz
- Steinberg (327,1 m), nordwestlich von Steigerthal
- Weidenberg (322,9 m), südöstlich von Rüdigsdorf
- Harzrigi (316,6 m), südwestlich von Petersdorf
- Eichenberg (Petersdorf) (310,7 m), südöstlich von Petersdorf
- Kuhberg (302,7 m), südlich von Rüdigsdorf
- Pfennigsberg (300,3 m), östlich von Petersdorf
- Bornberg (295,5 m), östlich von Rüdigsdorf
- Lichte Höhe (295,5 m), südlich von Harzungen
- Stöckey (277,8 m), nordöstlich von Krimderode
- Glockenstein (273,2 m), nahe Niedersachswerfen
- Danielskopf (272,6 m), östlich von Krimderode
- Sichelberg (263,0 m), ostnordöstlich von Krimderode/Ellersiedlung
- Brommelsberg (256,3 m), nordöstlich von Nordhausen
- Kirchberg (252,9 m), südöstlich von Niedersachswerfen
- Kuhberg (245,4 m), ostsüdöstlich von Krimderode/Ellersiedlung

### Gewässer
Die Rüdigsdorfer Schweiz ist das Quellgebiet zahlreicher kleiner Bäche, wie des Roßmannsbachs, des Orbachs und des Harzfeldgrabens. Folgende Fließgewässer grenzen die Region ein:
- Zorge im Westen
- Kappelbach im Nordwesten
- Krebsbach im Osten
- Helme im Süden

## Schutzgebiete
Auf Großteilen der Rüdigsdorfer Schweiz liegt – zwischen Krimderode, Rüdigsdorf und Petersdorf – das einteilige Naturschutzgebiet Rüdigsdorfer Schweiz (CDDA-Nr. 165239; 1957 ausgewiesen; 3,0056 km² groß). Weit über das Gebiet dieser Ortschaften hinaus reichen Teile des zweiteiligen Fauna-Flora-Habitat-Gebiets Rüdigsdorfer Schweiz–Harzfelder Holz–Hasenwinkel (FFH-Nr. 4430-304; 6,68 km²) und des siebenteiligen Vogelschutzgebiets Südharzer Gipskarst (VSG-Nr. 4430-420; 28,72 km²).

## Sonstiges
Im 20. Jahrhundert wurde in der Rüdigsdorfer Schweiz rund ein Drittel der Naturlandschaft durch Gipsabbau zerstört. Anfang 2005 sollte der Abbau wieder aufgenommen werden, wurde jedoch durch Protest der Einwohner verhindert. Es besteht trotzdem weiteres Abbauinteresse der Gipsindustrie.
Im Ersten Weltkrieg wurde ein Landwehrregiment in der Rüdigsdorfer Schweiz stationiert.
Durch die Rüdigsdorfer Schweiz verläuft der Karstwanderweg, ein thematischer Fernwanderweg, der Besonderheiten der Landschaftsform erschließt.